# ディオニューソス劇場

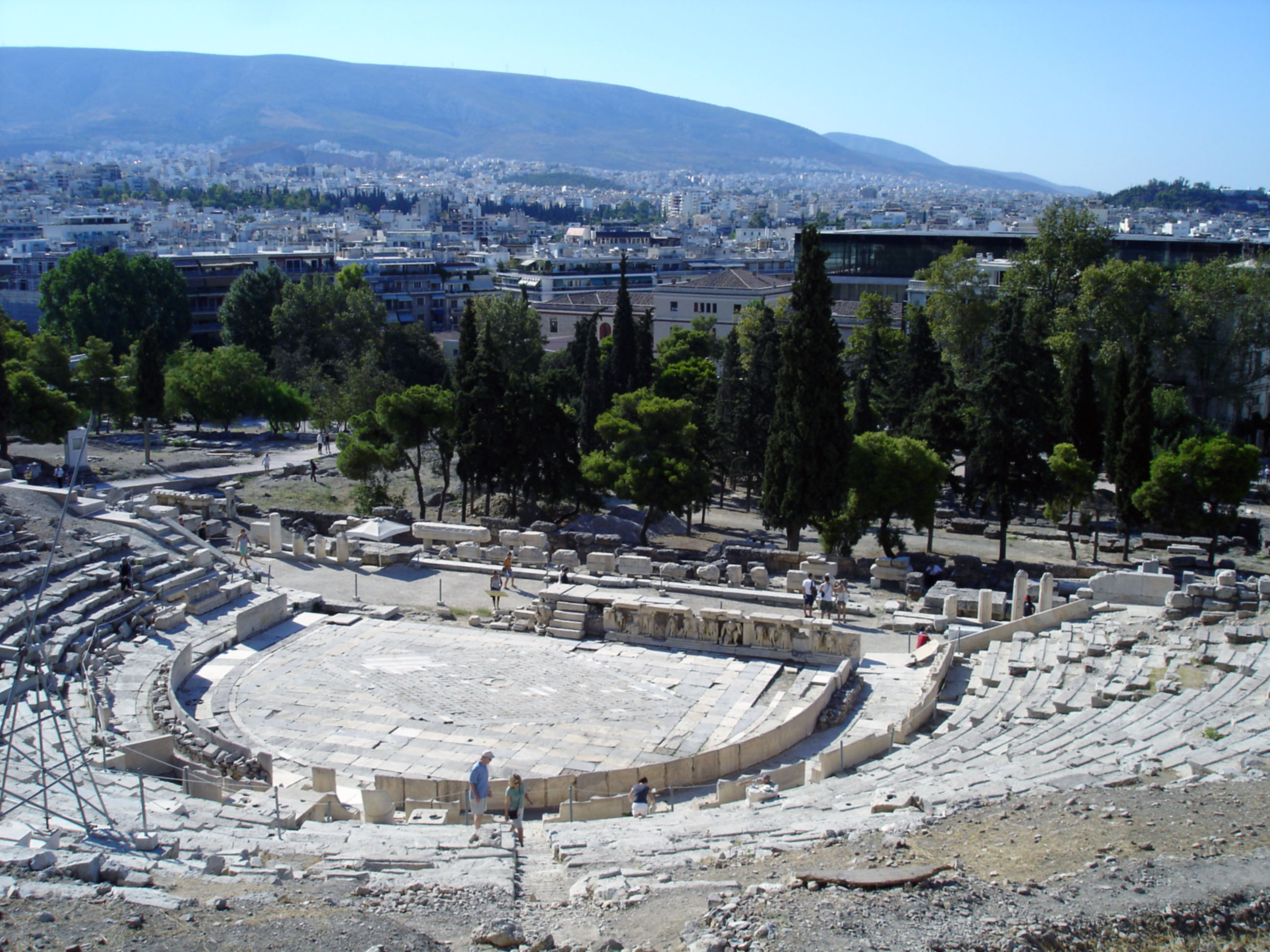
現在のディオニューソス劇場

ディオニューソス劇場（ディオニューソスげきじょう、Theatre of Dionysus）はアテナイのアクロポリスの麓に建てられていた大型野外劇場で、「ディオニューソス・エレウテリオス」（自由の神）の聖域の一部を形成していた。ワインと豊穣の神に捧げられており、ディオニューシア祭の開催地だった。アイスキュロス、ソポクレス、エウリピデス、アリストパネスといった古代の劇作家はこの祭りで作品を競った（古代ギリシアの演劇）。石造りの劇場は紀元前325年に建設され、14,000人から17,000人の観客を収容可能だった。その後劇場は使われなくなり、紀元61年にネロ帝が修理させたという記録があるだけである。ローマ風に再設計され復元されたものが現在も建っている。
プニュクスが民会開催場所として不適切とされた後は、ディオニューソス劇場でアテナイの民会が開催されていた。
ギリシャ政府は2009年11月24日、この荒廃した大理石製劇場を一部復元することを発表した。環境省は900万ドルをかけて2015年までに完成するとし、現存する大理石の座席に加えて現代的な拡張を行うとしている。